# Ray Fenwick
Raymond John Fenwick (Romford, 18 juli 1946 - 30 april 2022) was een Britse rockmuzikant (gitaar, keyboards). 

## Biografie
Fenwicks eerste professionele band was de ska- en bluebeatband Ray and the Red Devils. In 1964 voegde hij zich bij de The Syndicats als vervanger van Steve Howe en hij werd vervolgens vervangen door Peter Banks. In 1965 kwam hij bij de Nederlandse band Tee Set, waaruit zich de band After Tea afsplitste. Van 1967 tot 1969 was hij bij The Spencer Davis Group. Hij schreef ook de titelmuziek voor de jaren 1970 tv-show Magpie, die was toegeschreven aan The Murgatroyd Band, die eigenlijk The Spencer Davis Group was in deze tijd.
In juli 1972 speelde hij gitaar op een nummer van de track voor Bo Diddleys album The London Bo Diddley Sessions bij Chess Records. Tijdens de jaren 1970 behoorde hij tot de Ian Gillan Band. Hij werkte in 1974 mee aan het livealbum Windows van Jon Lord. Hij speelde ook in de band Fancy met de hits Touch Me en een cover van Wild Thing van Chip Taylor.
Hij was ook lid van het studioproject Forcefield (1987–1989) met Tony Martin (Black Sabbath), Cozy Powell (Rainbow, Black Sabbath, Emerson, Lake & Powell), Jan Akkerman en Neil Murray (Whitesnake, Black Sabbath).
Hij maakte weer sessies en was daarna in 1991 te horen op het album Here Comes the Night van voormalig Rainbow-zanger Graham Bonnet. 
In 2003 nam Fenwick op en toerde hij met Yes-gitarist Steve Howe als deel van diens band Steve Howe's Remedy. Hij verscheen op de live-concert-dvd Elements van deze band en produceerde veel voor de hele band. Fenwick produceerde de single When The Boy's Happy van de meidenband Jo Jo Laine bij Mercury Records onder de naam Jo Jo Laine & The Firm.

## Discografie
Solo
- 1971 Keep America Beautiful, Get a Haircut
- 1979 Queen of the Night / Between the Devil and Me (SP)
- 1997 Groups and Sessions 1962–1978 (anthologie)

Met de Ian Gillan Band
- 1976 Child in Time
- 1977 Clear Air Turbulence
- 1977 Scarabus
- 1977 Live at the Budokan (1983, European release)

Andere projecten
- 1967 National Disaster (After Tea)
- 1968 With Their New Face On (Spencer Davis Group)
- 1969 Funky (Spencer Davis Group)
- 1971 Magpie (Theme From Thames Television Programme) (The Murgatroyd Band)
- 1972 Hector and other Peccadillos (Mike Absalom)
- 1973 Gluggo (Spencer Davis Group)
- 1973 The London Bo Diddley Sessions (Bo Diddley)
- 1973 Living in a Back Street (Spencer Davis Group)
- 1974 The Butterfly Ball and the Grasshopper's Feast (Roger Glover)
- 1974 Windows (Jon Lord)
- 1974 Wild Thing (Fancy)
- 1976 Turns You On (Fancy)
- 1976 Wizard's Convention (Eddie Hardin)
- 1982 Circumstantial Evidence (Eddie Hardin)
- 1981 Finardi (Eugenio Finardi)
- 1982 Secret Streets (Eugenio Finardi)
- 1984 Life on Mars (Johnny Mars)
- 1985 Wind in the Willows (Eddie Hardin)
- 1987 Long Hot Night (Minute By Minute)
- 1989 Timewatch (Minute By Minute)
- 1991 Wind in the Willows – A Rock Concert (Eddie Hardin)
- 1993 First of the Big Band – BBC1 Live in Concert '74 (Ashton & Lord)
- 1995 Wizard's Convention 2 (Eddie Hardin)
- 1995 Still a Few Pages Left (Hardin & York)
- 1997 Funky (Spencer Davis Group) (opgenomen in 1967)
- 1997 Musicians Union Band (opgenomen in 1971)
- 1997 24 Carat (Tee Set)
- 1997 Guitar Orchestra (opgenomen in 1971)
- 2003 The Fabulous Summer Wine (Summer Wine) (opgenomen in 1972)